# Peggy Sue
«Peggy Sue» — песня американского певца и музыканта Бадди Холли. Он сам её написал и был первым её исполнителем. Сингл с ней вышел в начале июля 1957 года.
В том же 1957 году песня достигла 3 места в хит-параде Billboard Top 100
В 1999 году американское National Public Radio (NPR) включило «Peggy Sue» в свой список ста самых важных американских музыкальных работ XX века («NPR 100») Также в 1999 году песня была принята в Зал славы премии «Грэмми».
В 2004 году журнал Rolling Stone поместил «Peggy Sue» в исполнении Бадди Холли на 194 место своего списка «500 величайших песен всех времён». В списке 2011 года песня находится на 197 месте.
Кроме того, песня «Peggy Sue» в исполнении Бадди Холли входит в составленный Залом славы рок-н-ролла список 500 Songs That Shaped Rock and Roll.
В 1999 году сингл Бадди Холли «Peggy Sue» (вышедший в 1957 году на лейбле Coral Records) был принят в Зал славы премии «Грэмми».

## Чарты
| Чарт (1957—1958)        | Peak position |
| ----------------------- | ------------- |
| Нидерланды              | 5             |
| США (Billboard Top 100) | 3             |